# 사이공 억류기
《사이공 억류기》는 1986년 5월 2일에 MBC에서 방영된 2부작 특집드라마이다. 이대용 전 주월남 공화국 대한민국 대사관 공사의 저서 《사이공 억류기》를 원작으로 하여 제작했다.
베트남 전쟁이 막바지에 이르던 1975년 4월에 이대용 남베트남 주재 대한민국 공사가 남베트남의 수도였던 사이공(현재의 베트남 호찌민시)이 북베트남 군대의 공격으로 함락되기 직전에 남베트남에 체류 중이던 대한민국 교민들을 철수하는 임무를 수행하다가 남베트남 혁명 사업을 방해한 혐의로 베트남 현지의 감옥에서 5년 동안 수감되던 과정을 주제로 하고 있다.
김무생이 주연을 맡았고 당시 대한민국 서울에 체류 중이던 베트남 출신 난민 10명이 출연했다.

## 출연진
- 김무생
- 김성녀
- 한규희
- 문시경
- 김무용
- 공호석
- 최상설
- 심우창
- 박상규
- 김종진
- 김순용
- 송영웅
- 이은철
- 이원재
- 김흥수
- 윤철형
- 구장서
- 문용민
- 이정훈